# Déležnik
Déležnik je lastnik, lahko tudi upravljavec deleža ali celote. Izraz se največkrat pojavlja v povezavi z lastnino ali pravico do vplivanja ali odločanja o neki stvari. Deležniki javnega dobra ali javne lastnine so vsi državljani. 
V poslovnem svetu so deležniki skupina ljudi, ki lahko vpliva na poslovanje podjetja ali druge organizacije (npr. vladnega urada) ali ima poslovanje podjetja oz. organizacije vpliv nanje.
Deležniki podjetja so npr. lastniki, potrošniki, zaposleni, dobavitelji in lokalna skupnost. V ožjem smislu pa se deležnike enači z delničarji — lastniki delnic.

## Izvor izraza
Slovenski izraz déležnik je prevod angleške ustreznice stakeholder. Soroden izraz je shareholder, delničar. Delničar v podjetju določen lastniški delež (ang. share), ki mu daje upravičenje do sodelovanja pri upravljanju podjetja in delitvi dobička, déležnik pa ima v podjetju delež (ang. stake) interesa, ki mu daje upravičenje do (vsaj) vmešavanja v delovanje tega podjetja.